# Watertoren (Terneuzen)
De watertoren in Terneuzen, in de Nederlandse provincie Zeeland, werd gebouwd in 1956 en naar een ontwerp van architect A.J. van Eck. In 2000 begon de sloop van het gebouw, dat stond aan de Scheldeboulevard, aan het randje van het centrum, vlak bij het door architect Bakema ontworpen stadhuis.
De watertoren had een hoogte van 52,85 meter. Het totale waterreservoir bedroeg 2650 m³, bestaande uit vijf reservoirs van: 580, 570, 570, 560 en 370 m³. Dit is de grootste inhoud die een watertoren gekend heeft in Nederland.
De hoogste verdieping diende als uitkijkpost voor de mijnenuitkijkdienst van de marine. Nadat de Koude Oorlog was geluwd, is de uitkijkpost verdwenen. De sleepdienst Muller uit Terneuzen heeft een deel van het gebouw een aantal jaar gebruikt als radiokamer. Ook een restaurant is enige tijd in de toren gevestigd geweest.
In 1995 werd de Terneuzense watertoren verkocht aan een projectontwikkelaar uit Brakel. De kabeltelevisiemaatschappij Zekatel huurde de laatste jaren het bovenste gedeelte van de toren, als schakelstation. Dit huurcontract liep eind 1996 af. In 2000 is men begonnen met de sloop van de Terneuzense watertoren. Op de huidige plek zijn twee woontorens (Waterfront) gebouwd. De stichting Laat Die Watertoren Staan en de Heemkundige Vereniging Terneuzen zijn er niet in geslaagd de watertoren te behouden.
Anna Jacobapolder ·
Axel ·
Borssele ·
Domburg ·
Goes
('s Gravenpolderseweg ·
van Hertumweg) ·
Haamstede ·
Middelburg ·
Oost-Souburg ·
Oostburg
(Oude ·
Nieuwe) ·
Scherpenisse ·
Sint Philipsland ·
Terneuzen ·
Vlissingen ·
Zierikzee